# Добролюбов Ігор Михайлович
Ігор Михайлович Добролюбов (біл. Ігар Міхайлавіч Дабралюбаў; *22 листопада 1933, Новосибірськ — †19 липня 2010, Мінськ) — білоруський режисер, сценарист.
Закінчив факультет журналістики БДУ (1956), режисерський факультет ВДІК (1963, майстерня Михайла Ромма). у 1956–1958 — актор Білоруського республіканського театру юнного глядача. З 1963 — режисер кіностудії «Білорусьфільм». З 1993 — професор Інституту сучасних знань.

## Кар'єра

### Режисерська робота
- «Іду шукати», 1966
- «Іван Макарович», 1968
- «Кроки по землі», 1968
- «Тому що кохаю», 1974
- «Братушка», 1975
- «По секрету всьому світу», 1976
- «Розклад на післязавтра», 1978
- «Дивовижні пригоди Дениса Корабльова», 1979
- «Білі Роси», 1983
- «Мамо, я живий!», 1985
- «Осінні сни», 1987
- «Плач перепілки», 1990
- «Епілог» 1994

### Актор
- Кохана, 1965
- Щастя треба берегти
- Дев'ять днів одного року

Заслужений діяч мистецтв БРСР (1974). Народний артист БРСР (1985). Лауреат премії ЦК ЛКСМ БРСР в галузі кіномистецтва (1970, за фільм «Іван Макаревич»). Нагороджений Срібною медаллю імені О. Довженка (1976, за фільм «Братик»).